# Ėskadril'ja N.5
Ėskadril'ja N.5 (Эскадрилья № 5) è un film del 1939 diretto da Abram Matveevič Room.